# Tschirland
Tschirland (italienisch Cirlano) ist eine Fraktion der Gemeinde Naturns in Südtirol (Italien) mit etwa 400 Einwohnern.

## Lage
Tschirland befindet sich im Vinschgau auf der orographisch rechten Seite des Etschtals. Das Dorf liegt auf einer Abflachung des Tablander Schwemmkegels,  rund 1 km südwestlich von Naturns auf einer Meereshöhe von etwa 578 m s.l.m.. Zur nördlich vorbeifließenden Etsch sind es 200 m und zur Staatsstraße 38 ebenfalls im Norden etwa 400 m.

## Geschichte
1143 wurde Tschirland erstmals als "Sirna" in einer päpstlichen Besitzbestätigung des hier begüterten Klosters Weingarten urkundlich erwähnt. Es wird vermutet, dass sich bereits im 1. oder 2. Jh. n. Chr. sich an der Stelle des heutigen Tschirlands ein keltischer Gutsbesitzer namens Cernius ansiedelte, wovon sich auch der Name „Tschirland“ („Cernius → Cerniacum“) herleitete. Er trieb dort wahrscheinlich Handel über die nördlich von Tschirland verlaufenden Via Claudia Augusta. Ein Indiz dafür könnten die Ruinen der Laurentiuskirche und der dazugehörigen Herberge zwischen Tschirland und Staben sein.
Weitere Namensnennungen und -entwicklung: 1155 Schirnon, 1278 Schirnun, 1297 Schirnan, 1317 Tschyrnan de valle Uenusta, 1369 Tschirnan, 1437 Schirnaw, 1445 Schirnach, 1638 Tschürle, 1687 Tschyrlon, 1722 Tschirland.
Zu den größten Grundbesitzern in Mittelalter und Früher Neuzeit gehörte Kloster Weingarten, das hier auch kolonisatorisch tätig wurde.

## Sehenswertes

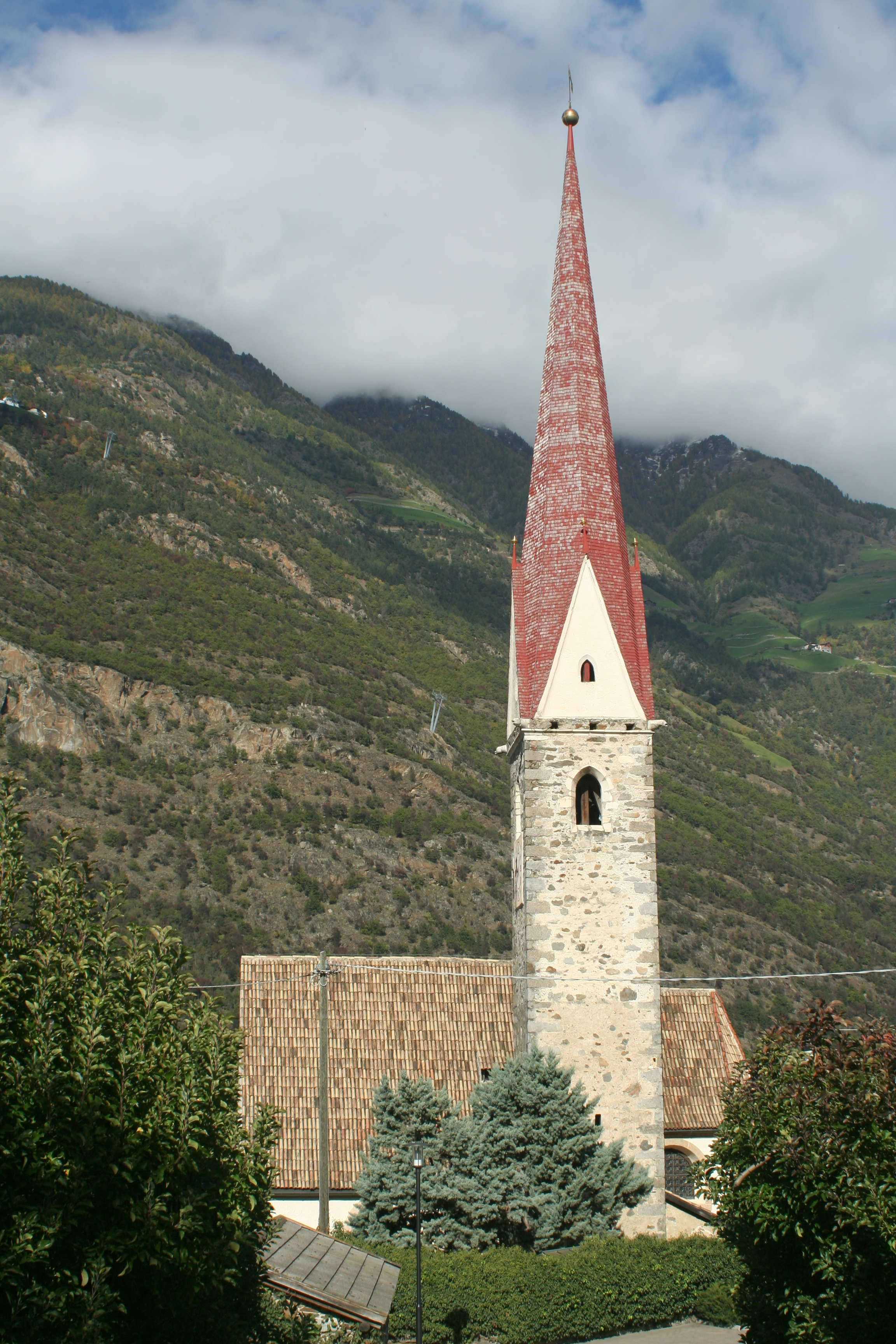
St. Oswald

Die dem Heiligen Oswald geweihte Kirche wird erstmals 1278 erwähnt; die ursprüngliche Kapelle wurde 1433 durch einen spätgotischen Neubau ersetzt. Im 17. Jahrhundert kam es zu einer Umgestaltung der mit einem eleganten Spitzturm ausgestatteten Kirche mit neuen Rundbogen- und Halbkreisfenstern. Die Wandmalereien von 1749 (Kreuz mit musizierenden Engeln und König David) und die Seitenaltarbilder (Maria mit Christkind, Hl. Valentin mit Kosmas und Damian)  stammen vom Naturnser Künstler Simon Ybertracher (1694–1772). Der Hochaltar von 1668 (mit dem Hl. Oswald an der Predella) wurde von Oswald Krad aus Bozen gestaltet.